# Nicola Ferrari (1983)
Nicola Ferrari (* 15. července 1983) je italský fotbalový útočník hrající italskou čtvrtou ligu za klub Desenzano Calvina.